# Torneo Verano 2003 Primera División 'A'
El Torneo Verano 2003 representó la segunda vuelta del ciclo futbolístico 2002-2003 en la Primera División A fue el décimo cuarto torneo corto y parte de la decimoquinta temporada de la división de ascenso de México. Se celebró entre los meses de enero y junio de 2003.
Para el Verano 2003 se dieron tres cambios de franquicia respecto al torneo anterior: el conjunto Potros D.F., filial del Atlante, se mudó a la ciudad de Tapachula, Chiapas y se convirtió en Jaguares de Tapachula siendo ahora una filial del conjunto de la capital del estado, los Jaguares de Chiapas; mientras que el equipo de los Albinegros de Orizaba se trasladó a la ciudad de Villahermosa, Tabasco, donde pasó a jugar bajó el nombre de Lagartos de Tabasco; además los Reboceros de La Piedad se transformaron en los Cajeteros del Celaya. Por otra parte el conjunto de los Gavilanes de Nuevo Laredo fue descendido a la Segunda División como consecuencia de adeudos económicos con la FMF.
El torneo se destacó por el dominio del equipo de León durante la mayor parte del torneo, hito que lo llevaría a proclamarse campeón del torneo en la final disputada ante el Tapatío. Otro equipo que tuvo una destacada participación durante la competición fue el Atlético Cihuatlán, el cual se colocó en segundo lugar de la tabla general además de ser el conjunto con los mejores rendimientos defensivo y ofensivo. Otros conjuntos que se destacaron por una buena actuación fueron algunos conocidos de la categoría como Correcaminos, Zacatepec, la Real Sociedad de Zacatecas y el Irapuato, conjunto que fue campeón en el torneo de Apertura.
En la final por el ascenso a la Primera División, el conjunto de los Freseros de Irapuato ganó su pase al máximo circuito al derrotar a los Panzas Verdes del León por un marcador global de 3-1, serie disputada en un marco de violencia provocado por la toma del estadio del conjunto irapuatense por un comando armado presuntamente contratado por la directiva leonesa como forma de presión ante una futura venta de la franquicia en caso de lograr la promoción, finalmente el inmueble fue recuperado por aficionados locales.

## Sistema de competición
Los 19 equipos participantes se dividieron en 4 grupos de 5 equipos, juegan todos contra todos a una sola ronda intercambiándose al contrario del torneo de invierno, por lo que cada equipo jugó 19 partidos; al finalizar la temporada regular de 20 jornadas califican a la liguilla los 2 primeros lugares de cada grupo y los 4 mejores ubicados en la tabla general califican al repechaje de donde salen los últimos 2 equipos para la Eliminación directa.
- Fase de calificación: es la fase regular de clasificación que se integra por las 20 jornadas del torneo de aquí salen los mejores 8 equipos para la siguiente fase.

- Fase final: se sacarán o calificarán los mejores 8 de la tabla general y se organizarán los cuartos de final con el siguiente orden: 1.º vs 8.º, 2.º vs 7.º, 3.º vs 6.º y 4.º vs 5.º, siguiendo así con semifinales, y por último la final, todos los partidos de la fase final serán de ida y vuelta.

### Fase de calificación
En la fase de calificación participaron 18 clubes de la Primera División A profesional jugando todos contra todos durante las 17 jornadas respectivas, a un solo partido. Se observará el sistema de puntos. La ubicación en la tabla general está sujeta a lo siguiente:
- Por juego ganado se obtendrán tres puntos.
- Por juego empatado se obtendrá un punto.
- Por juego perdido no se otorgan puntos.

El orden de los clubes al final de la Fase de Calificación del Torneo corresponderá a la suma de los puntos obtenidos por cada uno de ellos y se presentará en forma descendente. Si al finalizar las 177 jornadas del Torneo, dos o más clubes estuviesen empatados en puntos, su posición en la Tabla general será determinada atendiendo a los siguientes criterios de desempate:
1. Mejor diferencia entre los goles anotados y recibidos.
2. Mayor número de goles anotados.
3. Marcadores particulares entre los clubes empatados.
4. Mayor número de goles anotados como visitante.
5. Mejor ubicación en la Tabla general de cocientes.
6. Tabla Fair Play.
7. Sorteo.

Participan por el título de Campeón de la Primera División 'A' en el Torneo Verano 2003, automáticamente los primeros 4 lugares de cada grupo sin importar su ubicación en la tabla general calificaran, más los segundos mejores 4 lugares de cada grupo, si algún segundo lugar se ubicara bajo los primeros 8 lugares de la tabla general accederá a una fase de reclasificación contra un tercer o cuarto lugar ubicado entre los primeros ocho lugares de la tabla general. Tras la fase de reclasificación los equipos clasificados a cuartos de final por el título serán 8; estos se ordenarán según su posición general en la tabla, si alguno más bajo eliminara a uno más alto, los equipos se recorrerán según su lugar obtenido.

### Fase final
- Calificarán los mejores ocho equipos de la tabla general jugando Cuartos de final en el siguiente orden de enfrentamiento, que será el mejor contra el peor equipo

clasificado:
- 1° vs 8°
- 2° vs 7°
- 3° vs 6°
- 4° vs 5°

- En semifinales participarán los cuatro clubes vencedores de cuartos de final, reubicándolos del uno al cuatro, de acuerdo a su mejor posición en la Tabla general de clasificación al término de la jornada 21, enfrentándose 1° vs 4° y 2° vs 3°.

- Disputarán el título de Campeón del Torneo Verano 2003 los dos clubes vencedores de la fase semifinal.

Todos los partidos de esta fase serán en formato de ida y vuelta, eligiendo siempre el club que haya quedado mejor ubicado en la Tabla general de clasificación el horario de su partido como local.
En este torneo el club que ganara el título obtiene su derecho de ser necesario el juego de ascenso a Primera División Profesional; para que tal juego se pueda efectuar deberá haber un ganador distinto el Torneo de Verano 2003, en caso de que el campeón vigente lograra ganar dicho campeonato, ascenderá automáticamente sin necesidad de jugar esta serie.

## Equipos participantes
En el Draft del Torneo Verano 2003 se aprobaron tres cambios de franquicia y/o sede: Potros DF se convirtió en Jaguares de Tapachula; Albinegros de Orizaba pasó a jugar bajo el nombre de Lagartos de Tabasco; mientras que Reboceros de La Piedad pasó a ser los Cajeteros de Celaya. Por otra parte, Gavilanes de Nuevo Laredo dejó de pertenecer al segundo escalón del fútbol mexicano debido a problemas de deuda con la FMF lo que provocó el descenso de este conjunto a la Segunda División.
| Entidad Federativa | N.º | Equipos                      |
| ------------------ | --- | ---------------------------- |
| Guanajuato         | 3   | Celaya, Irapuato y León      |
| Jalisco            | 2   | Atlético Cihuatlán y Tapatío |
| Tamaulipas         | 1   | Correcaminos                 |
| Guerrero           | 1   | Acapulco                     |
| Estado de México   | 1   | Atlético Mexiquense          |
| Estado de Durango  | 1   | Alacranes de Durango         |
| Yucatán            | 1   | Atlético Yucatán             |
| Chihuahua          | 1   | Cobras de Ciudad Juárez      |
| Estado de Hidalgo  | 1   | Cruz Azul Hidalgo            |
| Baja California    | 1   | Tijuana                      |
| Oaxaca             | 1   | Oaxaca                       |
| Tabasco            | 1   | Tabasco                      |
| Chiapas            | 1   | Tapachula                    |
| Estado de Coahuila | 1   | Tigrillos                    |
| Morelos            | 1   | Zacatepec                    |
| Zacatecas          | 1   | Zacatecas                    |

## Información de los equipos
| Equipo                     | Entrenador             | Estadio                   | Capacidad | Ciudad                                | Patrocinador             | Kit          |
| -------------------------- | ---------------------- | ------------------------- | --------- | ------------------------------------- | ------------------------ | ------------ |
| Acapulco                   | Arturo Avilés          | Unidad Deportiva Acapulco | 7,000     | Acapulco, Guerrero                    | Cerveza Corona           | View         |
| Alacranes de Durango       | Jorge Martínez         | Francisco Zarco           | 15,000    | Durango, Durango                      | Cerveza Carta Blanca     | Eescord      |
| Atlético Mexiquense        | Víctor 'Vicky' Estrada | Nemesio Díez              | 27,000    | Toluca, Estado de México              | Banamex                  | Atletica     |
| Cihuatlán                  | Octavio Mora           | El Llanito                | 5,000     | Cihuatlán, Jalisco                    | Cerveza Corona           | Gilabert     |
| Celaya                     | Marco Antonio Figueroa | Miguel Alemán Valdés      | 23,000    | Celaya, Guanajuato                    | Cerveza Corona           | Keuka        |
| Cobras de Ciudad Juárez    | Héctor Gamboa          | Olímpico Benito Juárez    | 22,000    | Ciudad Juárez, Chihuahua              | Bimbo                    | Atletica     |
| Correcaminos               | Sergio Orduña          | Marte R. Gómez            | 17,943    | Ciudad Victoria, Tamaulipas           | Cerveza Sol              | Keuka        |
| Cruz Azul Hidalgo          | Jorge Luis Audé        | 10 de diciembre           | 10,485    | Ciudad Cooperativa Cruz Azul, Hidalgo | Cemento Cruz Azul        | Fila         |
| Irapuato                   | José Luis Saldívar     | Sergio León Chávez        | 26,000    | Irapuato, Guanajuato                  | Cerveza Corona           | Gaytán Sport |
| León                       | Carlos Reinoso         | Nou Camp                  | 35,000    | León, Guanajuato                      | Resistol, Cerveza Corona | Kappa        |
| Nacional Tijuana           | Alberto Clark          | Cerro Colorado            | 12,789    | Tijuana, Baja California              | Allegro                  | Atletica     |
| Oaxaca                     | Juan Alvarado Marín    | Benito Juárez             | 15,000    | Oaxaca de Juárez, Oaxaca              | Cerveza Corona           | Spalding     |
| Real Sociedad de Zacatecas | Santiago Ostolaza      | Francisco Villa           | 18,000    | Zacatecas, Estado de Zacatecas        | Lala, Cerveza Corona     | Corona Sport |
| Tabasco                    | Miguel Ángel Prince    | Olímpico de Villahermosa  | 12,000    | Villahermosa, Tabasco                 | Pepsi                    | Lotto        |
| Tapachula                  | Ignacio Negrete        | Olímpico de Tapachula     | 10,000    | Tapachula, Chiapas                    | Farmacias del Ahorro     | Atletica     |
| Tapatío                    | Juan Carlos Chávez     | Jalisco                   | 55,000    | Guadalajara                           | Cemento Tolteca          | Atlética     |
| Tigrillos de Saltillo      | Osvaldo Batocletti     | Francisco I. Madero       | 5,575     | Saltillo, Coahuila                    | Cemento Monterrey        | Atletica     |
| Yucatán                    | Jorge García           | Carlos Iturralde Rivero   | 17,000    | Mérida, Yucatán                       | Cerveza Corona           | Keuka        |
| Zacatepec                  | Antonio Ascencio       | Agustín Coruco Díaz       | 15,000    | Zacatepec, Morelos                    | Autofin, Cerveza Corona  | Cruzeiro     |

### Cambios de entrenadores
| Equipo                     | Entrenador (jornadas)                                                                       |
| -------------------------- | ------------------------------------------------------------------------------------------- |
| Irapuato                   | José Luis Saldívar (1-2) Pascual Sandoval (3-6) José Luis Saldívar (7-liguilla)             |
| Correcaminos               | Sergio Orduña (1-5) Guillermo Mendizábal (6-liguilla)                                       |
| Real Sociedad de Zacatecas | Santiago Ostolaza (1-5) Guillermo Gómez (6-19)                                              |
| Zacatepec                  | Antonio Ascencio (1-6) Gonzalo Farfán (7) José Treviño (8-15) Antonio Mohamed (16-liguilla) |
| Yucatán                    | Jorge García (1-6) Sergio Orduña (7-19)                                                     |
| Tabasco                    | Miguel Ángel Prince (1-8) Antonio Carlos Santos (9-liguilla)                                |
| Cobras de Ciudad Juárez    | Héctor Gamboa (1-9) Germán Martellotto (11-19)                                              |
| Tapachula                  | Ignacio Negrete (1-12) Sergio Lira (13-promoción)                                           |
| Acapulco                   | Arturo Avilés (1-12) Félix Cruz (13-19)                                                     |

## Torneo regular
| Cruz Azul Hidalgo   | 2-1 | Tapatío      | 10 de diciembre           | 11 de enero | 13:00 |
| Atlético Mexiquense | 1-1 | Celaya       | Nemesio Díez              | 11 de enero | 15:00 |
| RS Zacatecas        | 2-1 | Tigrillos    | Francisco Villa           | 11 de enero | 17:00 |
| Irapuato            | 1-1 | Durango      | Sergio León Chávez        | 11 de enero | 18:30 |
| Acapulco            | 0-1 | Cobras       | Unidad Deportiva Acapulco | 11 de enero | 20:00 |
| Cihuatlán           | 1-2 | Correcaminos | El Llanito                | 12 de enero | 12:00 |
| Nacional Tijuana    | 0-0 | Tabasco      | Cerro Colorado            | 12 de enero | 13:00 |
| Zacatepec           | 4-0 | Oaxaca       | Agustín Coruco Díaz       | 12 de enero | 15:00 |
| Tapachula           | 1-3 | León         | Olímpico de Tapachula     | 12 de enero | 15:00 |
| Descansa: Yucatán   |     |              |                           |             |       |

| Tapatío             | 1-0 | Zacatepec           | Jalisco                  | 17 de enero | 17:00 |
| RS Zacatecas        | 2-2 | Nacional Tijuana    | Francisco Villa          | 18 de enero | 17:00 |
| Cobras              | 3-2 | Irapuato            | Olímpico Benito Juárez   | 18 de enero | 17:00 |
| Tabasco             | 3-2 | Yucatán             | Olímpico de Villahermosa | 18 de enero | 20:00 |
| Oaxaca              | 2-0 | Tapachula           | Benito Juárez            | 18 de enero | 20:15 |
| Celaya              | 0-0 | Acapulco            | Miguel Alemán Valdés     | 18 de enero | 20:30 |
| León                | 2-1 | Atlético Mexiquense | Nou Camp                 | 19 de enero | 12:00 |
| Correcaminos        | 1-0 | Cruz Azul Hidalgo   | Marte R. Gómez           | 19 de enero | 12:00 |
| Tigrillos           | 2-3 | Durango             | Francisco I. Madero      | 19 de enero | 12:00 |
| Descansa: Cihuatlán |     |                     |                          |             |       |

| Nacional Tijuana            | 1-3 | Tigrillos    | Cerro Colorado            | 24 de enero | 19:30 |
| Atlético Mexiquense         | 0-2 | Oaxaca       | Nemesio Díez              | 25 de enero | 15:00 |
| Yucatán                     | 1-0 | RS Zacatecas | Carlos Iturralde Rivero   | 25 de enero | 15:00 |
| Tapachula                   | 1-2 | Tapatío      | Olímpico de Tapachula     | 25 de enero | 15:00 |
| Irapuato                    | 2-1 | Celaya       | Sergio León Chávez        | 25 de enero | 18:30 |
| Acapulco                    | 1-0 | León         | Unidad Deportiva Acapulco | 25 de enero | 20:00 |
| Durango                     | 1-0 | Cobras       | Francisco Zarco           | 25 de enero | 20:30 |
| Cihuatlán                   | 0-0 | Tabasco      | El Llanito                | 26 de enero | 12:00 |
| Zacatepec                   | 4-1 | Correcaminos | Agustín Coruco Díaz       | 26 de enero | 14:00 |
| Descansa: Cruz Azul Hidalgo |     |              |                           |             |       |

| Tapatío             | 2-1 | Atlético Mexiquense | Jalisco                  | 31 de enero  | 17:00 |
| Nacional Tijuana    | 0-0 | Yucatán             | Cerro Colorado           | 31 de enero  | 19:30 |
| RS Zacatecas        | 2-0 | Cihuatlán           | Francisco Villa          | 1 de febrero | 17:00 |
| Tabasco             | 1-0 | Cruz Azul Hidalgo   | Olímpico de Villahermosa | 1 de febrero | 20:00 |
| Oaxaca              | 1-0 | Acapulco            | Benito Juárez            | 1 de febrero | 20:15 |
| Celaya              | 3-3 | Durango             | Miguel Alemán Valdés     | 1 de febrero | 20:30 |
| Correcaminos        | 1-0 | Tapachula           | Marte R. Gómez           | 2 de febrero | 12:00 |
| León                | 2-1 | Irapuato            | Nou Camp                 | 2 de febrero | 12:00 |
| Tigrillos           | 5-0 | Cobras              | Francisco I. Madero      | 2 de febrero | 12:00 |
| Descansa: Zacatepec |     |                     |                          |              |       |

| Yucatán             | 1-2 | Tigrillos        | Carlos Iturralde Rivero   | 8 de febrero | 15:00 |
| Atlético Mexiquense | 2-0 | Correcaminos     | Nemesio Díez              | 8 de febrero | 15:00 |
| Cobras              | 2-1 | Celaya           | Olímpico Benito Juárez    | 8 de febrero | 17:00 |
| Irapuato            | 1-1 | Oaxaca           | Sergio León Chávez        | 8 de febrero | 18:30 |
| Acapulco            | 1-1 | Tapatío          | Unidad Deportiva Acapulco | 8 de febrero | 20:00 |
| Durango             | 1-2 | León             | Francisco Zarco           | 8 de febrero | 20:30 |
| Cruz Azul Hidalgo   | 1-3 | RS Zacatecas     | 10 de diciembre           | 9 de febrero | 12:00 |
| Cihuatlán           | 4-0 | Nacional Tijuana | El Llanito                | 9 de febrero | 12:00 |
| Zacatepec           | 1-0 | Tabasco          | Agustín Coruco Díaz       | 9 de febrero | 15:00 |
| Descansa: Tapachula |     |                  |                           |              |       |

| Tapatío                       | 3-1 | Irapuato          | Jalisco                  | 14 de febrero | 17:00 |
| Nacional Tijuana              | 2-0 | Cruz Azul Hidalgo | Cerro Colorado           | 14 de febrero | 19:30 |
| Yucatán                       | 1-2 | Cihuatlán         | Carlos Iturralde Rivero  | 15 de febrero | 15:00 |
| RS Zacatecas                  | 3-1 | Zacatepec         | Francisco Villa          | 15 de febrero | 17:00 |
| Tabasco                       | 3-1 | Tapachula         | Olímpico de Villahermosa | 15 de febrero | 20:00 |
| Oaxaca                        | 1-1 | Durango           | Benito Juárez            | 15 de febrero | 20:15 |
| Tigrillos                     | 1-2 | Celaya            | Francisco I. Madero      | 16 de febrero | 12:00 |
| León                          | 4-0 | Cobras            | Nou Camp                 | 16 de febrero | 12:00 |
| Correcaminos                  | 4-1 | Acapulco          | Marte R. Gómez           | 16 de febrero | 12:00 |
| Descansa: Atlético Mexiquense |     |                   |                          |               |       |

| Cruz Azul Hidalgo   | 1-0 | Yucatán          | 10 de diciembre        | 22 de febrero | 13:00 |
| Tapachula           | 0-0 | RS Zacatecas     | Olímpico de Tapachula  | 22 de febrero | 15:00 |
| Cobras              | 0-1 | Oaxaca           | Olímpico Benito Juárez | 22 de febrero | 17:00 |
| Irapuato            | 1-0 | Correcaminos     | Sergio León Chávez     | 22 de febrero | 18:30 |
| Durango             | 1-0 | Tapatío          | Francisco Zarco        | 22 de febrero | 20:30 |
| Celaya              | 2-3 | León             | Miguel Alemán Valdés   | 22 de febrero | 20:30 |
| Atlético Mexiquense | 4-0 | Tabasco          | Nemesio Díez           | 23 de febrero | 12:00 |
| Cihuatlán           | 5-0 | Tigrillos        | El Llanito             | 23 de febrero | 12:00 |
| Zacatepec           | 3-2 | Nacional Tijuana | Agustín Coruco Díaz    | 23 de febrero | 15:00 |
| Descansa: Acapulco  |     |                  |                        |               |       |

| Tapatío            | 2-0 | Cobras              | Jalisco                  | 28 de febrero | 17:00 |
| Nacional Tijuana   | 2-3 | Tapachula           | Cerro Colorado           | 28 de febrero | 19:30 |
| Yucatán            | 0-0 | Zacatepec           | Carlos Iturralde Rivero  | 1 de marzo    | 15:00 |
| RS Zacatecas       | 2-1 | Atlético Mexiquense | Francisco Villa          | 1 de marzo    | 17:00 |
| Tabasco            | 1-0 | Acapulco            | Olímpico de Villahermosa | 1 de marzo    | 20:00 |
| Oaxaca             | 0-0 | Celaya              | Benito Juárez            | 1 de marzo    | 20:15 |
| Tigrillos          | 1-1 | León                | Francisco I. Madero      | 2 de marzo    | 12:00 |
| Correcaminos       | 4-3 | Durango             | Marte R. Gómez           | 2 de marzo    | 12:00 |
| Cihuatlán          | 2-0 | Cruz Azul Hidalgo   | El Llanito               | 2 de marzo    | 12:00 |
| Descansa: Irapuato |     |                     |                          |               |       |

| Yucatán             | 0-0 | Tapachula        | Carlos Iturralde          | 8 de marzo | 15:00 |
| Cobras              | 1-2 | Correcaminos     | Olímpico Benito Juárez    | 8 de marzo | 17:00 |
| Irapuato            | 3-3 | Tabasco          | Sergio León Chávez        | 8 de marzo | 18:30 |
| Acapulco            | 1-1 | RS Zacatecas     | Unidad Deportiva Acapulco | 8 de marzo | 20:00 |
| Celaya              | 3-1 | Tapatío          | Miguel Alemán Valdés      | 8 de marzo | 20:00 |
| Atlético Mexiquense | 0-1 | Nacional Tijuana | Nemesio Díez              | 9 de marzo | 12:00 |
| Cruz Azul Hidalgo   | 1-1 | Tigrillos        | 10 de diciembre           | 9 de marzo | 12:00 |
| León                | 1-0 | Oaxaca           | Nou Camp                  | 9 de marzo | 12:00 |
| Zacatepec           | 2-2 | Cihuatlán        | Agustín Coruco Díaz       | 9 de marzo | 15:00 |
| Descansa: Durango   |     |                  |                           |            |       |

| Tapatío           | 2-1 | León                | Jalisco                  | 14 de marzo | 17:00 |
| Nacional Tijuana  | 5-2 | Acapulco            | Cerro Colorado           | 14 de marzo | 19:30 |
| Yucatán           | 2-0 | Atlético Mexiquense | Carlos Iturralde Rivero  | 15 de marzo | 15:00 |
| RS Zacatecas      | 0-2 | Irapuato            | Francisco Villa          | 15 de marzo | 17:00 |
| Tabasco           | 1-1 | Durango             | Olímpico de Villahermosa | 15 de marzo | 20:00 |
| Correcaminos      | 3-2 | Celaya              | Marte R. Gómez           | 16 de marzo | 12:00 |
| Cruz Azul Hidalgo | 2-2 | Zacatepec           | 10 de diciembre          | 16 de marzo | 12:00 |
| Cihuatlán         | 3-0 | Tapachula           | El Llanito               | 16 de marzo | 12:00 |
| Tigrillos         | 3-1 | Oaxaca              | Francisco I. Madero      | 16 de marzo | 12:00 |
| Descansa: Cobras  |     |                     |                          |             |       |

| Cobras              | 0-1 | Tabasco           | Olímpico Benito Juárez    | 22 de marzo | 17:00 |
| Irapuato            | 2-2 | Nacional Tijuana  | Sergio León Chávez        | 22 de marzo | 18:30 |
| Acapulco            | 1-5 | Yucatán           | Unidad Deportiva Acapulco | 22 de marzo | 20:00 |
| Oaxaca              | 0-1 | Tapatío           | Benito Juárez             | 22 de marzo | 20:15 |
| Durango             | 0-0 | RS Zacatecas      | Francisco Zarco           | 22 de marzo | 20:30 |
| Atlético Mexiquense | 1-2 | Cihuatlán         | Nemesio Díez              | 23 de marzo | 12:00 |
| León                | 3-2 | Correcaminos      | Nou Camp                  | 23 de marzo | 12:00 |
| Tapachula           | 1-1 | Cruz Azul Hidalgo | Olímpico de Tapachula     | 23 de marzo | 15:00 |
| Zacatepec           | 1-0 | Tigrillos         | Agustín Coruco Díaz       | 23 de marzo | 15:00 |
| Descansa: Celaya    |     |                   |                           |             |       |

| Nacional Tijuana  | 1-2 | Durango             | Cerro Colorado           | 28 de marzo | 19:30 |
| Yucatán           | 0-1 | Irapuato            | Carlos Iturralde Rivero  | 29 de marzo | 15:00 |
| RS Zacatecas      | 2-1 | Cobras              | Francisco Villa          | 29 de marzo | 17:00 |
| Tabasco           | 1-2 | Celaya              | Olímpico de Villahermosa | 29 de marzo | 20:00 |
| Correcaminos      | 1-0 | Oaxaca              | Marte R. Gómez           | 30 de marzo | 12:00 |
| Cihuatlán         | 3-0 | Acapulco            | El Llanito               | 30 de marzo | 12:00 |
| Cruz Azul Hidalgo | 1-2 | Atlético Mexiquense | 10 de diciembre          | 30 de marzo | 12:00 |
| Tigrillos         | 0-3 | Tapatío             | Francisco I. Madero      | 30 de marzo | 12:00 |
| Zacatepec         | 3-0 | Tapachula           | Agustín Coruco Díaz      | 30 de marzo | 15:00 |
| Descansa: León    |     |                     |                          |             |       |

| Tapatío             | 3-1 | Correcaminos      | Jalisco                   | 4 de abril | 17:00 |
| Tapachula           | 1-1 | Tigrillos         | Olímpico de Tapachula     | 5 de abril | 15:00 |
| Cobras              | 1-1 | Nacional Tijuana  | Olímpico Benito Juárez    | 5 de abril | 17:00 |
| Irapuato            | 2-3 | Cihuatlán         | Sergio León Chávez        | 5 de abril | 18:30 |
| Acapulco            | 2-1 | Cruz Azul Hidalgo | Unidad Deportiva Acapulco | 5 de abril | 20:00 |
| Celaya              | 3-0 | RS Zacatecas      | Miguel Alemán Valdés      | 5 de abril | 20:30 |
| Durango             | 2-3 | Yucatán           | Francisco Zarco           | 5 de abril | 20:30 |
| Atlético Mexiquense | 1-1 | Zacatepec         | Nemesio Díez              | 6 de abril | 12:00 |
| León                | 1-0 | Tabasco           | Nou Camp                  | 6 de abril | 12:00 |
| Descansa: Oaxaca    |     |                   |                           |            |       |

| Nacional Tijuana  | 2-2 | Celaya              | Cerro Colorado           | 11 de abril | 19:30 |
| Yucatán           | 3-2 | Cobras              | Carlos Iturralde Rivero  | 12 de abril | 15:00 |
| RS Zacatecas      | 2-2 | León                | Francisco Villa          | 12 de abril | 17:00 |
| Tabasco           | 2-3 | Oaxaca              | Olímpico de Villahermosa | 12 de abril | 20:00 |
| Cruz Azul Hidalgo | 1-2 | Irapuato            | 10 de diciembre          | 13 de abril | 12:00 |
| Cihuatlán         | 2-1 | Durango             | El Llanito               | 13 de abril | 12:00 |
| Tigrillos         | 0-0 | Correcaminos        | Francisco I. Madero      | 13 de abril | 12:00 |
| Zacatepec         | 5-2 | Acapulco            | Agustín Coruco Díaz      | 13 de abril | 15:00 |
| Tapachula         | 1-1 | Atlético Mexiquense | Olímpico de Tapachula    | 13 de abril | 15:00 |
| Descansa: Tapatío |     |                     |                          |             |       |

| Tapatío                    | 2-1 | Tabasco           | Jalisco                   | 18 de abril | 17:00 |
| Cobras                     | 0-1 | Cihuatlán         | Olímpico Benito Juárez    | 19 de abril | 17:00 |
| Irapuato                   | 4-0 | Zacatepec         | Sergio León Chávez        | 19 de abril | 18:30 |
| Acapulco                   | 7-1 | Tapachula         | Unidad Deportiva Acapulco | 19 de abril | 20:00 |
| Oaxaca                     | 5-1 | RS Zacatecas      | Benito Juárez             | 19 de abril | 20:15 |
| Durango                    | 0-1 | Cruz Azul Hidalgo | Francisco Zarco           | 19 de abril | 20:30 |
| Celaya                     | 2-1 | Yucatán           | Miguel Alemán Valdés      | 19 de abril | 20:30 |
| Atlético Mexiquense        | 3-0 | Tigrillos         | Nemesio Díez              | 20 de abril | 12:00 |
| León                       | 5-0 | Nacional Tijuana  | Nou Camp                  | 20 de abril | 12:00 |
| Descansa: Correcaminos UAT |     |                   |                           |             |       |

| Nacional Tijuana    | 2-3 | Oaxaca       | Cerro Colorado           | 25 de abril | 19:30 |
| Yucatán             | 1-1 | León         | Carlos Iturralde Rivero  | 26 de abril | 15:00 |
| Atlético Mexiquense | 2-1 | Acapulco     | Nemesio Díez             | 26 de abril | 15:00 |
| RS Zacatecas        | 1-0 | Tapatío      | Francisco Villa          | 26 de abril | 17:00 |
| Tabasco             | 1-1 | Correcaminos | Olímpico de Villahermosa | 26 de abril | 20:00 |
| Cruz Azul Hidalgo   | 2-0 | Cobras       | 10 de diciembre          | 27 de abril | 12:00 |
| Cihuatlán           | 2-2 | Celaya       | El Llanito               | 27 de abril | 12:00 |
| Tapachula           | 2-0 | Irapuato     | Olímpico de Tapachula    | 27 de abril | 15:00 |
| Zacatepec           | 0-0 | Durango      | Agustín Coruco Díaz      | 27 de abril | 15:00 |
| Descansa: Tigrillos |     |              |                          |             |       |

| Tapatío           | 3-1 | Nacional Tijuana    | Jalisco                | 2 de mayo | 17:00 |
| Cobras            | 1-1 | Zacatepec           | Olímpico Benito Juárez | 3 de mayo | 17:00 |
| Irapuato          | 2-1 | Atlético Mexiquense | Sergio León Chávez     | 3 de mayo | 18:30 |
| Oaxaca            | 0-0 | Yucatán             | Benito Juárez          | 3 de mayo | 20:15 |
| Celaya            | 3-2 | Cruz Azul Hidalgo   | Miguel Alemán Valdés   | 3 de mayo | 20:30 |
| Durango           | 1-1 | Tapachula           | Francisco Zarco        | 3 de mayo | 20:30 |
| Correcaminos      | 3-1 | RS Zacatecas        | Marte R. Gómez         | 4 de mayo | 12:00 |
| León              | 2-1 | Cihuatlán           | Nou Camp               | 4 de mayo | 12:00 |
| Tigrillos         | 1-2 | Acapulco            | Francisco I. Madero    | 4 de mayo | 15:00 |
| Descansa: Tabasco |     |                     |                        |           |       |

| Nacional Tijuana       | 2-3 | Correcaminos | Cerro Colorado            | 9 de mayo  | 19:30 |
| Tabasco                | 2-1 | Tigrillos    | Olímpico de Villahermosa  | 10 de mayo | 15:00 |
| Yucatán                | 0-0 | Tapatío      | Carlos Iturralde Rivero   | 10 de mayo | 15:00 |
| Atlético Mexiquense    | 3-0 | Durango      | Nemesio Díez              | 10 de mayo | 15:00 |
| Acapulco               | 0-2 | Irapuato     | Unidad Deportiva Acapulco | 10 de mayo | 20:00 |
| Cruz Azul Hidalgo      | 1-2 | León         | 10 de diciembre           | 11 de mayo | 12:00 |
| Cihuatlán              | 5-2 | Oaxaca       | El Llanito                | 11 de mayo | 12:00 |
| Tapachula              | 4-2 | Cobras       | Olímpico de Tapachula     | 11 de mayo | 15:00 |
| Zacatepec              | 1-0 | Celaya       | Agustín Coruco Díaz       | 11 de mayo | 15:00 |
| Descansa: RS Zacatecas |     |              |                           |            |       |

| Tapatío                    | 0-4 | Cihuatlán           | Jalisco                  | 16 de mayo | 17:00 |
| Cobras                     | 0-0 | Atlético Mexiquense | Olímpico Benito Juárez   | 17 de mayo | 17:00 |
| Tabasco                    | 3-1 | RS Zacatecas        | Olímpico de Villahermosa | 17 de mayo | 20:00 |
| Oaxaca                     | 2-6 | Cruz Azul Hidalgo   | Benito Juárez            | 17 de mayo | 20:15 |
| Durango                    | 2-1 | Acapulco            | Francisco Zarco          | 17 de mayo | 20:30 |
| Celaya                     | 3-0 | Tapachula           | Miguel Alemán Valdés     | 17 de mayo | 20:30 |
| Correcaminos               | 3-3 | Yucatán             | Marte R. Gómez           | 18 de mayo | 12:00 |
| León                       | 2-2 | Zacatepec           | Nou Camp                 | 18 de mayo | 12:00 |
| Tigrillos                  | 1-2 | Irapuato            | Francisco I. Madero      | 18 de mayo | 15:00 |
| Descansa: Nacional Tijuana |     |                     |                          |            |       |

## Grupos

### Grupo 1
| Pos. | Equipo            | Pts. | PJ | G  | E | P  | GF | GC | Dif. | Clasificación                   |
| ---- | ----------------- | ---- | -- | -- | - | -- | -- | -- | ---- | ------------------------------- |
| 1    | León (C)          | 40   | 18 | 12 | 4 | 2  | 37 | 19 | +18  | Cuartos de final de la liguilla |
| 2    | Celaya            | 27   | 18 | 7  | 6 | 5  | 32 | 25 | +7   | Cuartos de final de la liguilla |
| 3    | RS de Zacatecas   | 26   | 18 | 7  | 5 | 6  | 23 | 27 | −4   |                                 |
| 4    | Cruz Azul Hidalgo | 18   | 18 | 5  | 3 | 10 | 23 | 26 | −3   |                                 |
| 5    | Cobras            | 12   | 18 | 3  | 3 | 12 | 14 | 33 | −19  |                                 |

 Fuente: [cita requerida]

### Grupo 2
| Pos. | Equipo                | Pts. | PJ | G  | E | P  | GF | GC | Dif. | Clasificación                   |
| ---- | --------------------- | ---- | -- | -- | - | -- | -- | -- | ---- | ------------------------------- |
| 1    | Tapatío               | 35   | 18 | 11 | 2 | 5  | 26 | 19 | +7   | Cuartos de final de la liguilla |
| 2    | Zacatepec             | 31   | 18 | 8  | 7 | 3  | 31 | 21 | +10  | Cuartos de final de la liguilla |
| 3    | Tabasco               | 26   | 18 | 7  | 5 | 6  | 23 | 23 | 0    | Reclasificación a liguilla      |
| 4    | Acapulco              | 15   | 18 | 4  | 3 | 11 | 22 | 36 | −14  |                                 |
| 5    | Jaguares de Tapachula | 15   | 18 | 3  | 6 | 9  | 17 | 35 | −18  | Promoción por la permanencia    |

 Fuente: [cita requerida]

### Grupo 3
| Pos. | Equipo           | Pts. | PJ | G | E | P | GF | GC | Dif. | Clasificación                   |
| ---- | ---------------- | ---- | -- | - | - | - | -- | -- | ---- | ------------------------------- |
| 1    | Irapuato         | 31   | 18 | 9 | 4 | 5 | 31 | 24 | +7   | Cuartos de final de la liguilla |
| 2    | Chapulineros     | 25   | 18 | 7 | 4 | 7 | 24 | 28 | −4   | Reclasificación a liguilla      |
| 3    | Atlético Yucatán | 22   | 18 | 5 | 7 | 6 | 23 | 20 | +3   |                                 |
| 4    | Durango          | 22   | 18 | 5 | 7 | 6 | 23 | 26 | −3   |                                 |

 Fuente: [cita requerida]

### Grupo 4
| Pos. | Equipo                | Pts. | PJ | G  | E | P  | GF | GC | Dif. | Clasificación                   |
| ---- | --------------------- | ---- | -- | -- | - | -- | -- | -- | ---- | ------------------------------- |
| 1    | Cihuatlán             | 39   | 18 | 12 | 3 | 3  | 42 | 17 | +25  | Cuartos de final de la liguilla |
| 2    | Correcaminos UAT      | 33   | 18 | 10 | 3 | 5  | 32 | 28 | +4   | Cuartos de final de la liguilla |
| 3    | Atlético Mexiquense   | 22   | 18 | 6  | 4 | 8  | 24 | 20 | +4   |                                 |
| 4    | Tigrillos de Saltillo | 16   | 18 | 4  | 4 | 10 | 23 | 31 | −8   |                                 |
| 5    | Nacional Tijuana      | 15   | 18 | 3  | 6 | 9  | 26 | 38 | −12  |                                 |

 Fuente: [cita requerida]

## Tabla general
| Pos. | Equipo                | Pts. | PJ | G  | E | P  | GF | GC | Dif. | Clasificación                   |
| ---- | --------------------- | ---- | -- | -- | - | -- | -- | -- | ---- | ------------------------------- |
| 1    | León (C)              | 40   | 18 | 12 | 4 | 2  | 37 | 19 | +18  | Cuartos de final de la liguilla |
| 2    | Cihuatlán             | 39   | 18 | 12 | 3 | 3  | 42 | 17 | +25  | Cuartos de final de la liguilla |
| 3    | Tapatío               | 35   | 18 | 11 | 2 | 5  | 26 | 19 | +7   | Cuartos de final de la liguilla |
| 4    | Correcaminos UAT      | 33   | 18 | 10 | 3 | 5  | 32 | 28 | +4   | Cuartos de final de la liguilla |
| 5    | Zacatepec             | 31   | 18 | 8  | 7 | 3  | 31 | 21 | +10  | Cuartos de final de la liguilla |
| 6    | Irapuato              | 31   | 18 | 9  | 4 | 5  | 31 | 24 | +7   | Cuartos de final de la liguilla |
| 7    | Celaya                | 27   | 18 | 7  | 6 | 5  | 32 | 25 | +7   | Cuartos de final de la liguilla |
| 8    | Tabasco               | 26   | 18 | 7  | 5 | 6  | 23 | 23 | 0    | Reclasificación a liguilla      |
| 9    | RS de Zacatecas       | 26   | 18 | 7  | 5 | 6  | 23 | 27 | −4   |                                 |
| 10   | Chapulineros          | 25   | 18 | 7  | 4 | 7  | 24 | 28 | −4   | Reclasificación a liguilla      |
| 11   | Atlético Mexiquense   | 22   | 18 | 6  | 4 | 8  | 24 | 20 | +4   |                                 |
| 12   | Atlético Yucatán      | 22   | 18 | 5  | 7 | 6  | 23 | 20 | +3   |                                 |
| 13   | Durango               | 22   | 18 | 5  | 7 | 6  | 23 | 26 | −3   |                                 |
| 14   | Cruz Azul Hidalgo     | 18   | 18 | 5  | 3 | 10 | 23 | 26 | −3   |                                 |
| 15   | Tigrillos de Saltillo | 16   | 18 | 4  | 4 | 10 | 23 | 31 | −8   |                                 |
| 16   | Nacional Tijuana      | 15   | 18 | 3  | 6 | 9  | 26 | 38 | −12  |                                 |
| 17   | Acapulco              | 15   | 18 | 4  | 3 | 11 | 22 | 36 | −14  |                                 |
| 18   | Jaguares de Tapachula | 15   | 18 | 3  | 6 | 9  | 17 | 35 | −18  | Promoción por la permanencia    |
| 19   | Cobras                | 12   | 18 | 3  | 3 | 12 | 14 | 33 | −19  |                                 |

 Fuente: [cita requerida]

## Tabla (Porcentual)
| Pos. | Equipo                | I-2000           | V-2001           | I-2001           | V-2002           | I-2002 | V-2003 | Puntos | PJ  | Dif. | Cociente |                              |
| ---- | --------------------- | ---------------- | ---------------- | ---------------- | ---------------- | ------ | ------ | ------ | --- | ---- | -------- | ---------------------------- |
| 1.   | León                  | Primera División | Primera División | Primera División | Primera División | 26     | 40     | 66     | 37  | +18  | 1.7838   |                              |
| 2.   | Cihuatlán             | Segunda División | Segunda División | Segunda División | Segunda División | 26     | 39     | 65     | 37  | +33  | 1.7568   |                              |
| 3.   | Irapuato              | 31               | 24               | 37               | 30               | 35     | 31     | 188    | 113 | +41  | 1.6637   |                              |
| 4.   | Tapatío               | 31               | 30               | 30               | 27               | 31     | 35     | 184    | 113 | +48  | 1.6283   |                              |
| 5.   | Celaya                | Segunda División | Segunda División | 19               | 33               | 36     | 27     | 115    | 75  | +17  | 1.5333   |                              |
| 6.   | Correcaminos UAT      | 21               | 28               | 35               | 28               | 28     | 33     | 173    | 113 | +15  | 1.5310   |                              |
| 7.   | Chapulineros          | -                | -                | -                | -                | 29     | 25     | 54     | 37  | −10  | 1.4595   |                              |
| 8.   | Zacatepec             | 20               | 15               | 33               | 35               | 30     | 31     | 164    | 113 | +23  | 1.4513   |                              |
| 9.   | RS de Zacatecas       | 37               | 21               | 25               | 17               | 27     | 26     | 153    | 113 | −17  | 1.3540   |                              |
| 10.  | Atlético Mexiquense   | 15               | 32               | 27               | 36               | 15     | 22     | 147    | 113 | +3   | 1.3009   |                              |
| 11.  | Acapulco              | 36               | 27               | 17               | 20               | 30     | 15     | 145    | 113 | −11  | 1.2832   |                              |
| 12.  | Nacional Tijuana      | 30               | 23               | 28               | 22               | 23     | 15     | 141    | 113 | −13  | 1.2478   |                              |
| 13.  | Durango               | 19               | 23               | 24               | 23               | 30     | 22     | 141    | 113 | −30  | 1.2478   |                              |
| 14.  | Atlético Yucatán      | 10               | 19               | 26               | 32               | 28     | 22     | 137    | 113 | −15  | 1.2124   |                              |
| 15.  | Tigrillos Saltillo    | 27               | 24               | 23               | 24               | 23     | 16     | 137    | 113 | −22  | 1.2124   |                              |
| 16.  | Cruz Azul Hidalgo     | 24               | 26               | 29               | 23               | 15     | 18     | 135    | 113 | −21  | 1.1947   |                              |
| 17.  | Cobras                | 23               | 34               | 15               | 23               | 28     | 12     | 135    | 113 | −32  | 1.1947   |                              |
| 18.  | Tabasco               | 29               | 19               | 20               | 25               | 15     | 26     | 134    | 113 | −6   | 1.1858   |                              |
| 19.  | Jaguares de Tapachula | Segunda División | Segunda División | 27               | 25               | 15     | 15     | 82     | 75  | −37  | 1.0933   | Promoción por la permanencia |

## Goleadores
| Nombre                | Equipo       | Goles |
| --------------------- | ------------ | ----- |
| Julio César Yegros    | León         | 9     |
| Héctor Carlos Álvarez | Zacatepec    | 8     |
| Adelino Batista       | Correcaminos | 7     |
| Ulises Mendívil       | Cihuatlán    | 5     |
| Valtencir Gómes       | Tigrillos    | 5     |
| Isaac Romo            | Tapatío      | 4     |
| Juan Carlos Franco    | Correcaminos | 4     |
| Óscar Ariel González  | Irapuato     | 4     |
| Carlos Roberto Reyes  | RS Zacatecas | 4     |
| Carlos Alberto Fretes | RS Zacatecas | 4     |

| 21 de mayo 20:15 | Oaxaca                                 | 2 - 2 | Tabasco                                   | Benito Juárez, Oaxaca                                              |                                                                    |
|                  | Hugo Orlando Sánchez 51' · Melillo 88' |       | Julio Sarmiento 80' · Francisco Gómez 85' | Asistencia: 6,000 espectadores Árbitro(s): Mauricio Morales Ovalle | Asistencia: 6,000 espectadores Árbitro(s): Mauricio Morales Ovalle |

| 24 de mayo, 20:00                                                     | Tabasco                                    | 2 - 2 | Oaxaca                                     | Olímpico de Villahermosa, Villahermosa                           |                                                                  |
|                                                                       | Mariano Varela 17' · Eduardo Rodríguez 47' |       | Óscar Toledo 29' · Miguel Ángel Vargas 57' | Asistencia: 12,000 espectadores Árbitro(s): Manuel Glower Guerra | Asistencia: 12,000 espectadores Árbitro(s): Manuel Glower Guerra |
| Tabasco avanzó 4-4 global a cuartos de final por posición en la tabla |                                            |       |                                            |                                                                  |                                                                  |

|  | Reclasificación                                      | Reclasificación                                      | Reclasificación                                      | Reclasificación                                      | Reclasificación                                      |   |    | Cuartos de final                                                       | Cuartos de final                                                       | Cuartos de final                                                       | Cuartos de final                                                       | Cuartos de final                                                       |   |   | Semifinales                                          | Semifinales                                          | Semifinales                                          | Semifinales                                          | Semifinales                                          |   |  | Final                                                  | Final                                                  | Final                                                  | Final                                                  | Final                                                  |  |
|  | 21 de mayo de 2003 (ida) 24 de mayo de 2003 (vuelta) | 21 de mayo de 2003 (ida) 24 de mayo de 2003 (vuelta) | 21 de mayo de 2003 (ida) 24 de mayo de 2003 (vuelta) | 21 de mayo de 2003 (ida) 24 de mayo de 2003 (vuelta) | 21 de mayo de 2003 (ida) 24 de mayo de 2003 (vuelta) |   |    | 28 y 29 de mayo de 2003 (ida) 31 de mayo y 1 de junio de 2003 (vuelta) | 28 y 29 de mayo de 2003 (ida) 31 de mayo y 1 de junio de 2003 (vuelta) | 28 y 29 de mayo de 2003 (ida) 31 de mayo y 1 de junio de 2003 (vuelta) | 28 y 29 de mayo de 2003 (ida) 31 de mayo y 1 de junio de 2003 (vuelta) | 28 y 29 de mayo de 2003 (ida) 31 de mayo y 1 de junio de 2003 (vuelta) |   |   | 5 de junio de 2003 (ida) 8 de junio de 2003 (vuelta) | 5 de junio de 2003 (ida) 8 de junio de 2003 (vuelta) | 5 de junio de 2003 (ida) 8 de junio de 2003 (vuelta) | 5 de junio de 2003 (ida) 8 de junio de 2003 (vuelta) | 5 de junio de 2003 (ida) 8 de junio de 2003 (vuelta) |   |  | 12 de junio de 2003 (ida) 15 de junio de 2003 (vuelta) | 12 de junio de 2003 (ida) 15 de junio de 2003 (vuelta) | 12 de junio de 2003 (ida) 15 de junio de 2003 (vuelta) | 12 de junio de 2003 (ida) 15 de junio de 2003 (vuelta) | 12 de junio de 2003 (ida) 15 de junio de 2003 (vuelta) |  |
|  |                                                      |                                                      |                                                      |                                                      |                                                      |   |    |                                                                        |                                                                        |                                                                        |                                                                        |                                                                        |   |   |                                                      |                                                      |                                                      |                                                      |                                                      |   |  |                                                        |                                                        |                                                        |                                                        |                                                        |  |
|  |                                                      |                                                      |                                                      |                                                      |                                                      |   |    |                                                                        |                                                                        |                                                                        |                                                                        |                                                                        |   |   |                                                      |                                                      |                                                      |                                                      |                                                      |   |  |                                                        |                                                        |                                                        |                                                        |                                                        |  |
|  |                                                      |                                                      |                                                      |                                                      |                                                      |   |    |                                                                        |                                                                        |                                                                        |                                                                        |                                                                        |   |   |                                                      |                                                      |                                                      |                                                      |                                                      |   |  |                                                        |                                                        |                                                        |                                                        |                                                        |  |
|  |                                                      |                                                      |                                                      |                                                      |                                                      |   |    |                                                                        |                                                                        |                                                                        |                                                                        |                                                                        |   |   |                                                      |                                                      |                                                      |                                                      |                                                      |   |  |                                                        |                                                        |                                                        |                                                        |                                                        |  |
|  |                                                      |                                                      |                                                      |                                                      |                                                      |   |    |                                                                        |                                                                        |                                                                        |                                                                        |                                                                        |   |   |                                                      |                                                      |                                                      |                                                      |                                                      |   |  |                                                        |                                                        |                                                        |                                                        |                                                        |  |
|  |                                                      | 1                                                    | León                                                 | 1                                                    | 3                                                    | 4 |    |                                                                        |                                                                        |                                                                        |                                                                        |                                                                        |   |   |                                                      |                                                      |                                                      |                                                      |                                                      |   |  |                                                        |                                                        |                                                        |                                                        |                                                        |  |
|  |                                                      |                                                      |                                                      |                                                      |                                                      | 4 |    |                                                                        |                                                                        |                                                                        |                                                                        |                                                                        |   |   |                                                      |                                                      |                                                      |                                                      |                                                      |   |  |                                                        |                                                        |                                                        |                                                        |                                                        |  |
|  |                                                      |                                                      | 8                                                    | Tabasco                                              | 2                                                    | 0 | 2  |                                                                        |                                                                        |                                                                        |                                                                        |                                                                        |   |   |                                                      |                                                      |                                                      |                                                      |                                                      |   |  |                                                        |                                                        |                                                        |                                                        |                                                        |  |
|  | 8                                                    | Tabasco (*)                                          | 8                                                    | Tabasco                                              | 2                                                    | 0 | 2  | 2                                                                      | 2                                                                      | 4                                                                      |                                                                        |                                                                        |   |   |                                                      |                                                      |                                                      |                                                      |                                                      |   |  |                                                        |                                                        |                                                        |                                                        |                                                        |  |
|  | 8                                                    | Tabasco (*)                                          |                                                      |                                                      |                                                      |   |    |                                                                        |                                                                        | 4                                                                      |                                                                        |                                                                        |   |   |                                                      |                                                      |                                                      |                                                      |                                                      |   |  |                                                        |                                                        |                                                        |                                                        |                                                        |  |
|  | 10                                                   | Chapulineros                                         | 2                                                    | 2                                                    | 4                                                    |   |    |                                                                        |                                                                        |                                                                        |                                                                        |                                                                        |   |   |                                                      |                                                      |                                                      |                                                      |                                                      |   |  |                                                        |                                                        |                                                        |                                                        |                                                        |  |
|  | 10                                                   | Chapulineros                                         | 2                                                    | 2                                                    | 4                                                    |   |    |                                                                        |                                                                        |                                                                        |                                                                        |                                                                        |   | 1 | León                                                 | 1                                                    | 2                                                    | 3                                                    |                                                      |   |  |                                                        |                                                        |                                                        |                                                        |                                                        |  |
|  |                                                      |                                                      |                                                      |                                                      |                                                      |   |    |                                                                        |                                                                        |                                                                        |                                                                        |                                                                        |   | 1 | León                                                 | 1                                                    | 2                                                    | 3                                                    |                                                      |   |  |                                                        |                                                        |                                                        |                                                        |                                                        |  |
|  |                                                      |                                                      | 4                                                    | Correcaminos UAT                                     | 1                                                    | 1 | 2  |                                                                        |                                                                        |                                                                        |                                                                        |                                                                        |   |   |                                                      |                                                      |                                                      |                                                      |                                                      |   |  |                                                        |                                                        |                                                        |                                                        |                                                        |  |
|  |                                                      |                                                      | 4                                                    | Correcaminos UAT                                     | 1                                                    | 1 | 2  |                                                                        |                                                                        |                                                                        |                                                                        |                                                                        |   |   |                                                      |                                                      |                                                      |                                                      |                                                      |   |  |                                                        |                                                        |                                                        |                                                        |                                                        |  |
|  |                                                      |                                                      |                                                      |                                                      |                                                      |   |    |                                                                        |                                                                        |                                                                        |                                                                        |                                                                        |   |   |                                                      |                                                      |                                                      |                                                      |                                                      |   |  |                                                        |                                                        |                                                        |                                                        |                                                        |  |
|  |                                                      |                                                      |                                                      |                                                      |                                                      |   |    |                                                                        |                                                                        |                                                                        |                                                                        |                                                                        |   |   |                                                      |                                                      |                                                      |                                                      |                                                      |   |  |                                                        |                                                        |                                                        |                                                        |                                                        |  |
|  |                                                      | 4                                                    | Correcaminos UAT (*)                                 | 2                                                    | 2                                                    | 4 |    |                                                                        |                                                                        |                                                                        |                                                                        |                                                                        |   |   |                                                      |                                                      |                                                      |                                                      |                                                      |   |  |                                                        |                                                        |                                                        |                                                        |                                                        |  |
|  |                                                      |                                                      |                                                      |                                                      |                                                      | 4 |    |                                                                        |                                                                        |                                                                        |                                                                        |                                                                        |   |   |                                                      |                                                      |                                                      |                                                      |                                                      |   |  |                                                        |                                                        |                                                        |                                                        |                                                        |  |
|  |                                                      |                                                      | 5                                                    | Zacatepec                                            | 2                                                    | 2 | 4  |                                                                        |                                                                        |                                                                        |                                                                        |                                                                        |   |   |                                                      |                                                      |                                                      |                                                      |                                                      |   |  |                                                        |                                                        |                                                        |                                                        |                                                        |  |
|  |                                                      |                                                      | 5                                                    | Zacatepec                                            | 2                                                    | 2 | 4  |                                                                        |                                                                        |                                                                        |                                                                        |                                                                        |   |   |                                                      |                                                      |                                                      |                                                      |                                                      |   |  |                                                        |                                                        |                                                        |                                                        |                                                        |  |
|  |                                                      |                                                      |                                                      |                                                      |                                                      |   |    |                                                                        |                                                                        |                                                                        |                                                                        |                                                                        |   |   |                                                      |                                                      |                                                      |                                                      |                                                      |   |  |                                                        |                                                        |                                                        |                                                        |                                                        |  |
|  |                                                      |                                                      |                                                      |                                                      |                                                      |   |    |                                                                        |                                                                        |                                                                        |                                                                        |                                                                        |   |   |                                                      |                                                      |                                                      |                                                      |                                                      |   |  |                                                        |                                                        |                                                        |                                                        |                                                        |  |
|  |                                                      |                                                      |                                                      |                                                      |                                                      |   |    |                                                                        |                                                                        |                                                                        |                                                                        |                                                                        |   |   |                                                      | 1                                                    | León                                                 | 1                                                    | 2                                                    | 3 |  |                                                        |                                                        |                                                        |                                                        |                                                        |  |
|  |                                                      |                                                      |                                                      |                                                      |                                                      |   |    |                                                                        |                                                                        |                                                                        |                                                                        |                                                                        |   |   |                                                      |                                                      |                                                      |                                                      |                                                      | 3 |  |                                                        |                                                        |                                                        |                                                        |                                                        |  |
|  |                                                      |                                                      | 3                                                    | Tapatío                                              | 1                                                    | 1 | 2  |                                                                        |                                                                        |                                                                        |                                                                        |                                                                        |   |   |                                                      |                                                      |                                                      |                                                      |                                                      |   |  |                                                        |                                                        |                                                        |                                                        |                                                        |  |
|  |                                                      |                                                      | 3                                                    | Tapatío                                              | 1                                                    | 1 | 2  |                                                                        |                                                                        |                                                                        |                                                                        |                                                                        |   |   |                                                      |                                                      |                                                      |                                                      |                                                      |   |  |                                                        |                                                        |                                                        |                                                        |                                                        |  |
|  |                                                      |                                                      |                                                      |                                                      |                                                      |   |    |                                                                        |                                                                        |                                                                        |                                                                        |                                                                        |   |   |                                                      |                                                      |                                                      |                                                      |                                                      |   |  |                                                        |                                                        |                                                        |                                                        |                                                        |  |
|  |                                                      |                                                      |                                                      |                                                      |                                                      |   |    |                                                                        |                                                                        |                                                                        |                                                                        |                                                                        |   |   |                                                      |                                                      |                                                      |                                                      |                                                      |   |  |                                                        |                                                        |                                                        |                                                        |                                                        |  |
|  |                                                      | 2                                                    | Atlético Cihuatlán                                   | 3                                                    | 5                                                    | 8 |    |                                                                        |                                                                        |                                                                        |                                                                        |                                                                        |   |   |                                                      |                                                      |                                                      |                                                      |                                                      |   |  |                                                        |                                                        |                                                        |                                                        |                                                        |  |
|  |                                                      |                                                      |                                                      |                                                      |                                                      | 8 |    |                                                                        |                                                                        |                                                                        |                                                                        |                                                                        |   |   |                                                      |                                                      |                                                      |                                                      |                                                      |   |  |                                                        |                                                        |                                                        |                                                        |                                                        |  |
|  |                                                      |                                                      | 7                                                    | Celaya                                               | 1                                                    | 3 | 4  |                                                                        |                                                                        |                                                                        |                                                                        |                                                                        |   |   |                                                      |                                                      |                                                      |                                                      |                                                      |   |  |                                                        |                                                        |                                                        |                                                        |                                                        |  |
|  |                                                      |                                                      | 7                                                    | Celaya                                               | 1                                                    | 3 | 4  |                                                                        |                                                                        |                                                                        |                                                                        |                                                                        |   |   |                                                      |                                                      |                                                      |                                                      |                                                      |   |  |                                                        |                                                        |                                                        |                                                        |                                                        |  |
|  |                                                      |                                                      |                                                      |                                                      |                                                      |   |    |                                                                        |                                                                        |                                                                        |                                                                        |                                                                        |   |   |                                                      |                                                      |                                                      |                                                      |                                                      |   |  |                                                        |                                                        |                                                        |                                                        |                                                        |  |
|  |                                                      |                                                      |                                                      |                                                      |                                                      |   |    |                                                                        |                                                                        |                                                                        |                                                                        |                                                                        |   |   |                                                      |                                                      |                                                      |                                                      |                                                      |   |  |                                                        |                                                        |                                                        |                                                        |                                                        |  |
|  |                                                      |                                                      |                                                      |                                                      |                                                      |   |    |                                                                        | 2                                                                      | Atlético Cihuatlán                                                     | 3                                                                      | 3                                                                      | 6 |   |                                                      |                                                      |                                                      |                                                      |                                                      |   |  |                                                        |                                                        |                                                        |                                                        |                                                        |  |
|  |                                                      |                                                      |                                                      |                                                      |                                                      |   |    |                                                                        |                                                                        |                                                                        |                                                                        |                                                                        | 6 |   |                                                      |                                                      |                                                      |                                                      |                                                      |   |  |                                                        |                                                        |                                                        |                                                        |                                                        |  |
|  |                                                      |                                                      | 3                                                    | Tapatío                                              | 4                                                    | 6 | 10 |                                                                        |                                                                        |                                                                        |                                                                        |                                                                        |   |   |                                                      |                                                      |                                                      |                                                      |                                                      |   |  |                                                        |                                                        |                                                        |                                                        |                                                        |  |
|  |                                                      |                                                      | 3                                                    | Tapatío                                              | 4                                                    | 6 | 10 |                                                                        |                                                                        |                                                                        |                                                                        |                                                                        |   |   |                                                      |                                                      |                                                      |                                                      |                                                      |   |  |                                                        |                                                        |                                                        |                                                        |                                                        |  |
|  |                                                      |                                                      |                                                      |                                                      |                                                      |   |    |                                                                        |                                                                        |                                                                        |                                                                        |                                                                        |   |   |                                                      |                                                      |                                                      |                                                      |                                                      |   |  |                                                        |                                                        |                                                        |                                                        |                                                        |  |
|  |                                                      |                                                      |                                                      |                                                      |                                                      |   |    |                                                                        |                                                                        |                                                                        |                                                                        |                                                                        |   |   |                                                      |                                                      |                                                      |                                                      |                                                      |   |  |                                                        |                                                        |                                                        |                                                        |                                                        |  |
|  |                                                      | 3                                                    | Tapatío                                              | 2                                                    | 3                                                    | 5 |    |                                                                        |                                                                        |                                                                        |                                                                        |                                                                        |   |   |                                                      |                                                      |                                                      |                                                      |                                                      |   |  |                                                        |                                                        |                                                        |                                                        |                                                        |  |
|  |                                                      |                                                      |                                                      |                                                      |                                                      | 5 |    |                                                                        |                                                                        |                                                                        |                                                                        |                                                                        |   |   |                                                      |                                                      |                                                      |                                                      |                                                      |   |  |                                                        |                                                        |                                                        |                                                        |                                                        |  |
|  |                                                      |                                                      | 6                                                    | Irapuato                                             | 1                                                    | 3 | 4  |                                                                        |                                                                        |                                                                        |                                                                        |                                                                        |   |   |                                                      |                                                      |                                                      |                                                      |                                                      |   |  |                                                        |                                                        |                                                        |                                                        |                                                        |  |
|  |                                                      |                                                      | 6                                                    | Irapuato                                             | 1                                                    | 3 | 4  |                                                                        |                                                                        |                                                                        |                                                                        |                                                                        |   |   |                                                      |                                                      |                                                      |                                                      |                                                      |   |  |                                                        |                                                        |                                                        |                                                        |                                                        |  |
|  |                                                      |                                                      |                                                      |                                                      |                                                      |   |    |                                                                        |                                                                        |                                                                        |                                                                        |                                                                        |   |   |                                                      |                                                      |                                                      |                                                      |                                                      |   |  |                                                        |                                                        |                                                        |                                                        |                                                        |  |
|  |                                                      |                                                      |                                                      |                                                      |                                                      |   |    |                                                                        |                                                                        |                                                                        |                                                                        |                                                                        |   |   |                                                      |                                                      |                                                      |                                                      |                                                      |   |  |                                                        |                                                        |                                                        |                                                        |                                                        |  |
|  |                                                      |                                                      |                                                      |                                                      |                                                      |   |    |                                                                        |                                                                        |                                                                        |                                                                        |                                                                        |   |   |                                                      |                                                      |                                                      |                                                      |                                                      |   |  |                                                        |                                                        |                                                        |                                                        |                                                        |  |
|  |                                                      |                                                      |                                                      |                                                      |                                                      |   |    |                                                                        |                                                                        |                                                                        |                                                                        |                                                                        |   |   |                                                      |                                                      |                                                      |                                                      |                                                      |   |  |                                                        |                                                        |                                                        |                                                        |                                                        |  |

| Campeón Verano 2003 |
| ------------------- |
| León (1° título)    |

| 28 de mayo de 2003, 20:30 | Irapuato            | 1 - 2 | Tapatío                          | Estadio Sergio León Chávez, Irapuato                                |                                                                     |
|                           | Josias Ferreira 75' |       | Valenzuela 44' (pen.) · Romo 78' | Asistencia: 12,000 espectadores Árbitro(s): Marco Antonio Rodríguez | Asistencia: 12,000 espectadores Árbitro(s): Marco Antonio Rodríguez |

| 31 de mayo de 2003, 19:30               | Tapatío                                         | 3 - 3 | Irapuato                                            | Estadio Jalisco, Guadalajara                                   |                                                                |
|                                         | Marco Jiménez 17' · Valenzuela 26' · Borboa 76' |       | López 23' · Mariano Monroy 62' · Ariel González 78' | Asistencia: 3,000 espectadores Árbitro(s): Jorge Eduardo Gasso | Asistencia: 3,000 espectadores Árbitro(s): Jorge Eduardo Gasso |
| Tapatío avanzó a Semifinales 5-4 global |                                                 |       |                                                     |                                                                |                                                                |

| 29 de mayo de 2003, 15:00 | Zacatepec                      | 2 - 2 | Correcaminos                            | Estadio Agustín Coruco Díaz, Zacatepec                              |                                                                     |
|                           | Álvarez 40' (pen.), 47' (pen.) |       | Ignacio Flores Sánchez 37' · Orrego 88' | Asistencia: 12,000 espectadores Árbitro(s): Paul Enrique Delgadillo | Asistencia: 12,000 espectadores Árbitro(s): Paul Enrique Delgadillo |

| 1 de junio de 2003, 12:00                                                           | Correcaminos          | 2 - 2 | Zacatepec                   | Estadio Eugenio Alvizo Porras, Ciudad Victoria |                                      |
|                                                                                     | Gómez 3' · Franco 37' |       | Raúl Díaz 31' · Arangio 69' | Árbitro(s): Germán Arredondo Ramírez           | Árbitro(s): Germán Arredondo Ramírez |
| Correcaminos avanzó a Semifinales por mejor posición en la tabla general 4-4 global |                       |       |                             |                                                |                                      |

| 29 de mayo de 2003, 20:00 | Celaya             | 1 - 3 | Cihuatlán                                                 | Estadio Miguel Alemán Valdés, Celaya                           |                                                                |
|                           | Israel Valadez 90' |       | Christian de la Mora 6', 82' · Carlos González 48' (pen.) | Asistencia: 14,000 espectadores Árbitro(s): Sergio Silva Rigau | Asistencia: 14,000 espectadores Árbitro(s): Sergio Silva Rigau |

| 1 de junio de 2003, 12:00                 | Cihuatlán                                                                 | 5 - 3 | Celaya                                  | Estadio El Llanito, Cihuatlán                                      |                                                                    |
|                                           | Diego Torres 13', 84' · Christian de la Mora 24', 68' · Jesús Jiménez 74' |       | Soto 51' · Sánchez 72' · Mauro Gerk 75' | Asistencia: 3,000 espectadores Árbitro(s): Mauricio Morales Ovalle | Asistencia: 3,000 espectadores Árbitro(s): Mauricio Morales Ovalle |
| Cihuatlán avanzó a Semifinales 8-4 global |                                                                           |       |                                         |                                                                    |                                                                    |

| 29 de mayo de 2003, 20:00 | Tabasco                                  | 2 - 1   | León           | Estadio Olímpico de Villahermosa, Villahermosa               |                                                              |
|                           | Eduardo Rodríguez 86' (pen.), 91' (pen.) | Reporte | Vilallonga 74' | Asistencia: 10,000 espectadores Árbitro(s): José Abramo Lira | Asistencia: 10,000 espectadores Árbitro(s): José Abramo Lira |

| 1 de junio de 2003, 12:00            | León                                             | 3 - 0   | Tabasco | Nou Camp, León                                              |                                                             |
|                                      | Vilallonga 31' · Jesús Fuentes 68' · Márquez 81' | Reporte |         | Asistencia: 32,000 espectadores Árbitro(s): Gilberto Alcalá | Asistencia: 32,000 espectadores Árbitro(s): Gilberto Alcalá |
| León avanzó a Semifinales 4-2 global |                                                  |         |         |                                                             |                                                             |

| 5 de junio, 19:30 | Tapatío | 4 - 3 | Cihuatlán | Estadio Jalisco, Guadalajara |  |

| 8 de junio, 12:00                     | Cihuatlán | 3 - 6 | Tapatío | Estadio El Llanito, Cihuatlán |  |
| Tapatío avanzó a la final 10-6 global |           |       |         |                               |  |

| 5 de junio, 17:00 | Correcaminos | 1 - 1 | León | Estadio Marte R. Gómez, Ciudad Victoria |  |

| 8 de junio, 12:00                 | León | 2 - 1 | Correcaminos | Nou Camp, León |  |
| León avanzó a la final 3-2 global |      |       |              |                |  |

| 12 de junio, 19:30 | Tapatío              | 1 - 1 | León                  | Jalisco, Guadalajara                                        |                                                             |
|                    | Néstor Gutiérrez 25' |       | Julio César Yegros 5' | Asistencia: 30,000 espectadores Árbitro(s): Gilberto Alcalá | Asistencia: 30,000 espectadores Árbitro(s): Gilberto Alcalá |

| 15 de junio, 12:00 | León                       | 2 - 1 | Tapatío            | Nou Camp, León                                                      |                                                                     |
|                    | Julio César Colman 83' 85' |       | Carlos Salcido 61' | Asistencia: 40,000 espectadores Árbitro(s): Marco Antonio Rodríguez | Asistencia: 40,000 espectadores Árbitro(s): Marco Antonio Rodríguez |
| León Campeón       |                            |       |                    |                                                                     |                                                                     |

| Campeón Verano 2003 |
| ------------------- |
| León (1° título)    |

| Predecesor: Invierno 2002 | Temporadas de la Primera División 'A' de México Verano 2003 | Sucesor: Apertura 2003 |

- Datos: Q30911808